# 歌川芳信 (文政年間)
歌川 芳信（うたがわ よしのぶ、生没年不詳）とは江戸時代の浮世絵師。

## 来歴
歌川国芳の門人。芳信と号して文政年間に作画したとされる。文政11年（1828年）に建立された豊国先生瘞筆之碑に「国芳社中 芳信」という名がみられるが、その作品、経歴は未詳。なお、天保4年（1833年）刊行の『伽三味線閨爪弾』上下巻の挿絵を描いたとみられる。